# Ait Daoud
Ait Daoud (àrab: أيت داوود, Ayt Dāwūd; amazic estàndard marroquí: ⴰⵢⵜ ⴷⴰⵡⴷ) és un municipi de la província d'Essaouira, a la regió de Marràqueix-Safi, al Marroc. Segons el cens de 2014 tenia una població total de 2.957 persones.